# L'Éruption du Vésuve avec le pont de la Madeleine
Ne doit pas être confondu avec Éruption du Vésuve et vue de Portici.
L'Éruption du Vésuve avec le pont de la Madeleine est un tableau réalisé en 1777 par le peintre français Pierre-Jacques Volaire. Cette huile sur toile est un paysage nocturne qui représente une éruption du Vésuve avec au premier plan un pont de Naples, en Italie. L'œuvre est conservée au North Carolina Museum of Art, à Raleigh, en Caroline du Nord, aux États-Unis.

## Autre version

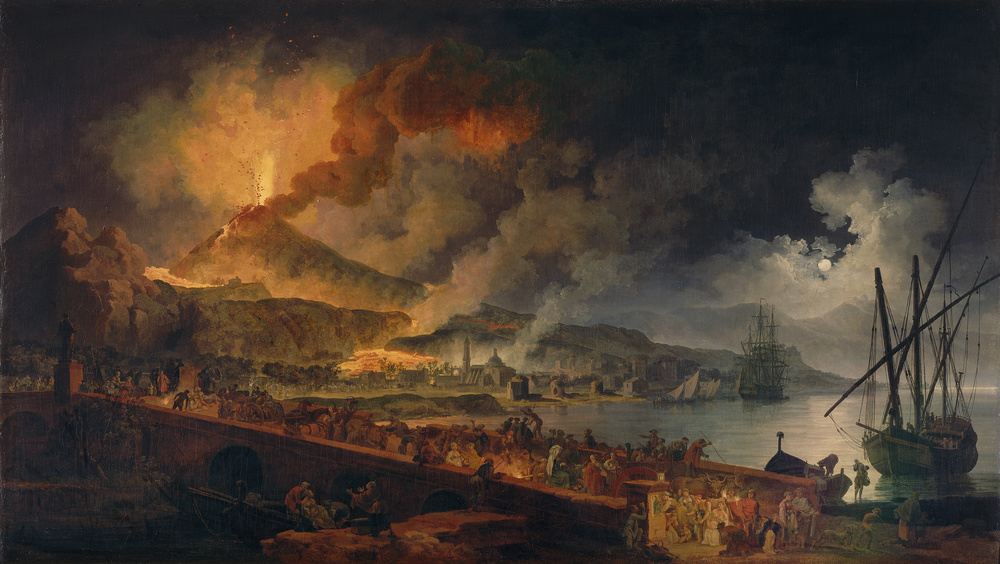
Éruption du Vésuve et vue de Portici, musée d'Arts de Nantes.